# طائر الراهب التيموري
طائر الراهب التيموري أو طائر الراهب العادي (الاسم العلمي: Philemon inornatus)، نوع من الطيور التي تتبع فصيلة آكلات العسل. موطنها في إندونيسيا وتيمور الشرقية. موائله الطبيعية الغابات الجافة الاستوائية أو وشبه الاستوائية.